# Karbowo (Orneta)
Karbowo (deutsch (Groß) Karben) mit Karbówko (Klein Karben) sowie Leśniczówka Karbowo (deutsch Karben, Forst) sind ein Ort bzw. zwei Ortsstellen in der polnischen Woiwodschaft Ermland-Masuren. Beide gehören zur Stadt-und-Land-Gemeinde Orneta (Wormditt) im Powiat Lidzbarski (Kreis Heilsberg).

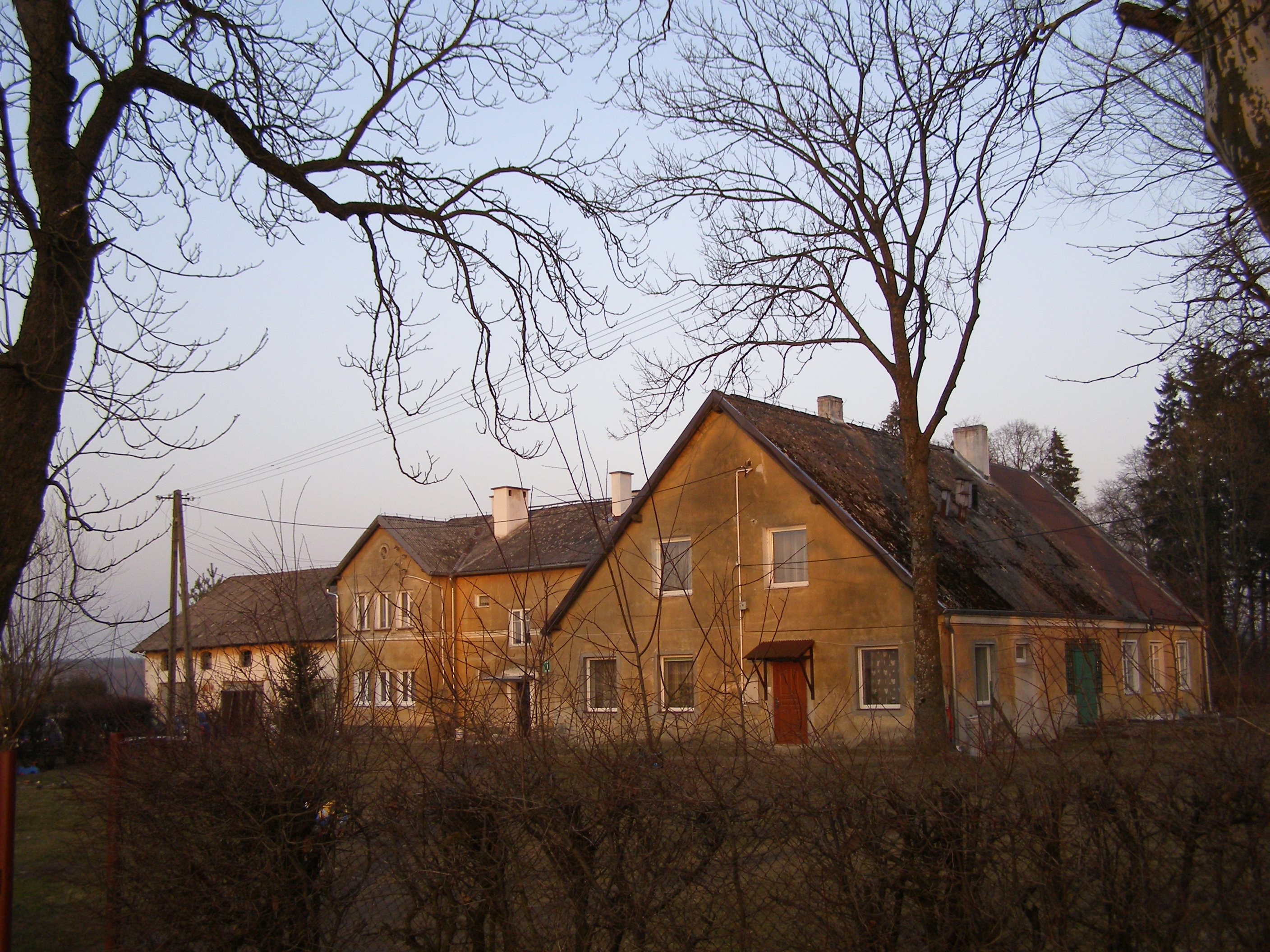
Vorwerk Karben

## Geographische Lage
Karbowo und die Ortsstellen Karbówko sowie Leśniczówka Karbowo liegen im Nordwesten der Woiwodschaft Ermland-Masuren, 41 Kilometer südöstlich der früheren Kreisstadt Braunsberg (polnisch Braniewo) bzw. 26 Kilometer westlich der heutigen Kreismetropole Lidzbark Warmiński (deutsch Heilsberg).

## Geschichte

### Karbowo ([Groß]Karben)
Ortsgeschichte
Das Dorf Carben bestand aus einem Gut mit einer Parkanlage. Aufgrund der Entstehung des zugehörigen Guts Klein Carben (polnisch Karbówko) wurde das Dorf nach 1820 Groß Carben (mit Zusatzbezeichnung) genannt. Um 1900 änderte man den Buchstaben „C“ in „K“.
Am 18. Juni 1874 wurde Groß Carben Amtsdorf und damit namensgebend für einen Amtsbezirk im ostpreußischen Kreis Braunsberg, Regierungsbezirk Königsberg.
Am 13. Mai 1892 wurden Teile des Gutsbezirks Groß Carben in den Gutsbezirk Wichertshof (polnisch Wichrowo) umgegliedert, am 7. November 1894 tauschten Wichertshof und Groß Carben beiderseits Ortsteile aus. Die Größe und Bedeutung von Groß Karben ließen ab etwa 1900 auch die Zusatzbezeichnung fortfallen. So zählte der Gutsbezirk Karben (mit Klein Karben und auch dem Vorwerk Karben) im Jahre 1910 insgesamt 164 Einwohner.
Am 30. September 1928 kam es zum Zusammenschluss der Gutsbezirke Karben und Wormditt, Forst (hier der frühere Gutsbezirk Karben, Forst) (polnisch Leśniczówka Karbowo) zur neuen Landgemeinde Karben. Sie zählte im Jahre 1933 142 und im Jahre 1939 122 Einwohner.
Als 1945 in Kriegsfolge das gesamte südliche Ostpreußen an Polen fiel, erhielt Karben die polnische Namensform „Karbowo“. Heute ist der Ort eine Osada (= „Siedlung“) innerhalb der Gmina Orneta (Stadt-und-Land-Gemeinde Wormditt) im Powiat Lidzbarski (Kreis Heilsberg), von 1975 bis 1998 der Woiwodschaft Elbląg, seither der Woiwodschaft Ermland-Masuren zugehörig. Im Jahre 2021 zählte Karbowo 114 Einwohner.
Amtsbezirk Karben (1874–1945)
Zum Amtsbezirk Carben resp. Karben gehörten anfangs sechs, am Ende waren es aufgrund struktureller Veränderungen noch drei:
| Deutscher Name                             | Polnischer Name     | Anmerkungen                      |
| ------------------------------------------ | ------------------- | -------------------------------- |
| Bendauken                                  | Banduki             | 1928 nach Thalbach eingegliedert |
| (Groß) Karben                              | Karbowo             | ab 1928 „Landgemeinde“ Karben    |
| Karben, Forst ab vor 1908: Wormditt, Forst | Leśniczówka Karbowo | 1928 nach Karben eingemeindet    |
| Krossen                                    | Krosno              | 1928 nach Thalbach eingegliedert |
| Open                                       | Opin                |                                  |
| Thalbach                                   | Bludyny             |                                  |

Im Jahre 1945 bildeten noch Karben, Open und Thalbach den Amtsbezirk Karben.

### Karbówko (Klein Karben)
Klein Karben – bis etwa 1900 „Klein Carben“ geschrieben – war ein Gut und bis 1945 Wohnplatz Gutsdorf Groß Karben und lag etwa 1 Kilometer südlich von ihm entfernt. Nach 1945 erhielt es die polnische Namensform „Karbówko“, wird aber nicht mehr offiziell genannt und dürfte in Karbowo aufgegangen sein.

### Leśniczówka Karbowo (Karben, Forst)
Die Försterei Karben lag 1,75 Kilometer nördlich des Gutsdorfs Groß Karben. 1874 wurde sie als Gutsbezirk in den Amtsbezirk Karben aufgenommen, allerdings bereits vor 1908 in den Gutsbezirk Wormditt, Forst, umgegliedert. Am 30. September 1928 wurde sie mit dem Gutsbezirk Karben zur neuen Landgemeinde Karben vereinigt. Auch dieser Ort – er erhielt nach 1945 die polnische Namensform „Leśniczówka Karbowo“ – wird heute nicht mehr genannt und könnte ebenfalls in Karbowo aufgegangen sein.

## Religion
Karben mit Groß und Klein Karben sowie Karben, Forst, waren bis 1945 der römisch-katholischen Pfarrei in Wormditt (polnisch Orneta) zugeordnet. Sie gehörte zum damaligen Bistum Ermland. Karbowo gehört heute noch zur gleichen Pfarrei, die heute dem Erzbistum Ermland zugehört.
Bis 1945 war Karben insgesamt auch in die evangelische Kirche Wormditt eingegliedert. Sie war Teil der Kirchenprovinz Ostpreußen der Kirche der Altpreußischen Union. Heute gehört Karbowo zur Diözese Masuren der Evangelisch-Augsburgischen Kirche in Polen.

## Verkehr
Karbowo liegt an der Woiwodschaftsstraße 507, die die Städte Braniewo (Braunsberg), Pieniężno (Mehlsack), Orneta (Wormditt) und Dobre Miasto (Guttstadt) miteinander verbindet. Eine Bahnanbindung besteht nicht.